# 격동 50년
격동 50년 혹은 격동 오십년은 MBC 표준FM의 다큐멘터리 드라마이다. 1988년 4월부터 격동 30년이라는 제목으로 매주 월요일부터 일요일까지 MBC 표준FM에서 방송한 라디오 드라마로서 1999년 4월부터 프로그램 제목을 격동 50년으로 바꿔서 방송했다. 대한민국 근현대사에서 일어났던 여러 사건과 비화를 극화한 드라마이다. 드라마 제목인 '격동 50년'은 광복 후 50년을 뜻하고 있으나 사실상 1995년 이후의 사건인 대우그룹 문제나 참여정부의 이야기도 방영하고 있으며, 2009년 10월 17일을 끝으로 21년 만에 격동 30년이 종영되었다.
판권이 해외에 판매된 바 있으나, 인터넷 다시듣기는 제공하고 있지 않다.

## 성우진
- 진행·해설 : 김종성(1999 - 2007)
- 진행·해설 : 원호섭(2007 - 2009)
- 권혁수
- 김기현
- 김용식
- 김태훈
- 박일
- 송도영
- 박신희
- 김서영
- 김혜경
- 이철용
- 최수진
- 신성호
- 이승환
- 이종오
- 이진수
- 탁재인
- 윤복성
- 최석필
- 엄현정
- 신성호
- 전임복
- 고성일
- 김강산
- 정희선
- 홍승옥
- 김기철
- 김동현
- 김명수
- 이상범
- 박태호
- 이도련
- 이상훈
- 정승현